# 비질
비질(vigil)은 '깨어남'을 의미하는 라틴어 vigilia(그리스어: pannychis, παννυχις 또는 agrypnia ἀγρυπνια)에서 유래한 것으로, 의도적인 불면증의 기간, 경건한 관찰을 위한 기회 또는 행사이다. 이탈리아어 단어 vigilia는 이러한 의미로 일반화되었으며 '이브'(eve, 예: '전쟁 이브날')를 의미한다.

## 같이 보기
- 촛불 집회